# Мусорка (приток Большого Юга)
Мусорка (Масловка) — река в России, протекает по Череповецком районе Вологодской области.
Устье реки находится в 26 км по левому берегу реки Большой Юг, между деревнями Рябово и Фокино. Длина реки составляет 23 км. Площадь водосборного бассейна — 98,2 км².

## Данные водного реестра
По данным государственного водного реестра России относится к Верхневолжскому бассейновому округу, водохозяйственный участок реки — Рыбинское водохранилище до Рыбинского гидроузла и впадающие в него реки, без рек Молога, Суда и Шексна от истока до Шекснинского гидроузла, речной подбассейн реки — Реки бассейна Рыбинского водохранилища. Речной бассейн реки — (Верхняя) Волга до Куйбышевского водохранилища (без бассейна Оки).
Код объекта в государственном водном реестре — 08010200412110000009656.